# Richard Reid

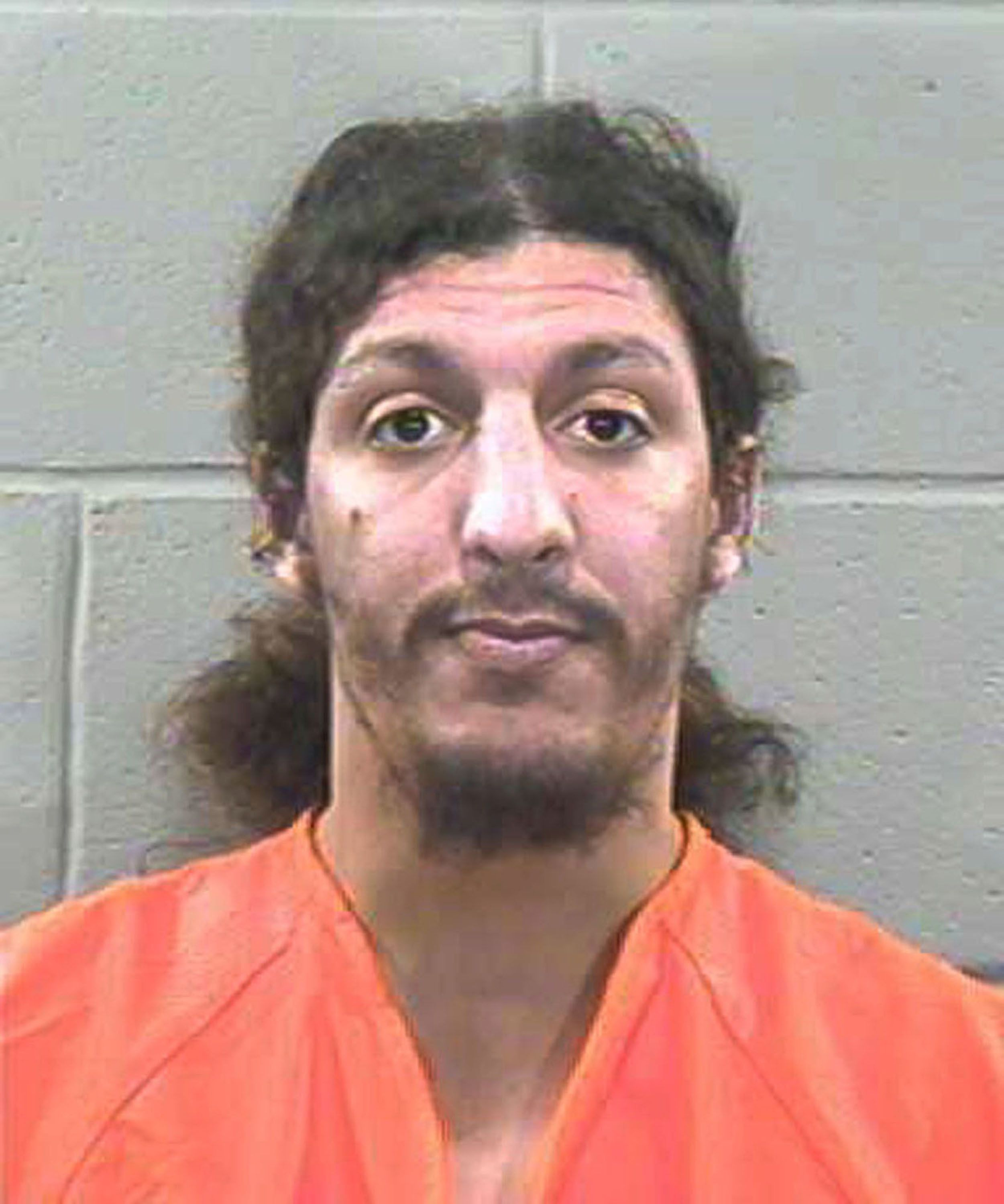
Richard Reid

Richard Colvin Reid (* 12. August 1973 in Bromley, London) ist ein britischer islamistischer Terrorist. In den Medien wurde er als Schuhbomber bekannt.

## Leben und Attentat

Reids Schuhbombe

Reid besuchte die Thomas Tallis School in Kidbrooke, London. Der Sohn einer Engländerin und eines Jamaikaners wurde früh durch Straßenkriminalität auffällig und konvertierte in der Jugendarrestanstalt Feltham Young Offenders zum Islam. Er hatte vermutlich Kontakte zu Al-Qaida, und gemäß den Angaben des FBI benutzte er unter anderem die falschen Identitäten Tariy Raja und Abdel Rahim.

Am 21. Dezember 2001 betrat Reid den Flughafen Charles de Gaulle, um sich an Bord eines Linienflugs der American Airlines nach Miami zu begeben. Er erregte das Misstrauen der Sicherheitsleute durch sein ungepflegtes Äußeres, den Umstand, dass er sein Ticket bar bezahlte, ohne einen Rückflug und ohne Gepäck bei sich zu haben. Auf Fragen hin machte er sich auffällig und sie riefen die Polizei. Dort folgten zwei Stunden Verhör, doch der Verdacht gegen ihn ließ sich nicht erhärten, er kam frei und erhielt ein Ersatzticket. Am 22. Dezember 2001 versuchte er ein Attentat auf ein Passagierflugzeug (American-Airlines-Flug 63 von Paris nach Miami) mit in seinen Schuhen verstecktem Sprengstoff. Reids Sitzplatz war so gewählt, dass eine Tragfläche und die zugehörigen Treibstoffleitungen betroffen gewesen wären. Während des Fluges und kurz nach einer Essensausgabe beschwerten sich einige Passagiere über Rauchgeruch. Kurz darauf wurde Reid dabei beobachtet, wie er versuchte, ein Streichholz zu entzünden. Er wurde verwarnt, dass Rauchen während des Fluges nicht gestattet sei. Reid entschuldigte sich und legte die Streichhölzer zunächst beiseite. Nur wenige Minuten später wurde Reid jedoch von einer Flugbegleiterin dabei beobachtet, wie er weit nach vorne gebeugt in seinem Sitz saß und offensichtlich versuchte, eine aus einem seiner Schuhe herausragende Zündschnur mit einem Streichholz zu entzünden. Die Zündung wurde vereitelt, da die Flugbegleiterin sofort versuchte, sich des Schuhs zu bemächtigen. Dabei wurde sie aber zu Boden gestoßen. Sie rief Hilfe herbei, worauf eine zweite Flugbegleiterin versuchte, ihn von seinem Vorhaben abzuhalten. Er griff sie an und biss ihr in den Daumen. Der 1,93 m große Reid wurde schließlich von anderen Passagieren überwältigt, welche ihn mit  Plastik-Handschellen, Gurtverlängerungen und Kopfhörerkabeln fixieren konnten. Zwei sich an Bord befindende Ärzte verabreichten Reid ein Beruhigungsmittel, welches sie im Notfallkoffer des Flugzeugs fanden. Nachdem die Situation unter Kontrolle gebracht worden war, wurde der Flug zum Logan International Airport von Boston umgeleitet. Eine ganze Weile blieb noch eine Restunsicherheit, da nicht klar war, ob nicht noch eine zweite Sprengladung im Frachtgepäck vorhanden war.
Die Behörden entdeckten später im Schuhfutter 283 Gramm versteckten Plastiksprengstoff mit einem Acetonperoxid-Zünder (TATP). Die Menge hätte bei einer Detonation ausgereicht, ein Loch in der Flugzeughülle zu verursachen und das Flugzeug mutmaßlich zum Absturz zu bringen. Im Verlauf der folgenden Untersuchungen kam heraus, dass die Zündschnur deutlich zu nass war, um den Sprengsatz zu zünden, da sich Reid vor dem Abflug lange in regnerischem Wetter aufgehalten hatte.
Am 30. Januar 2003 wurde Reid wegen versuchten Mordes und Terrorismus vom Bundesgericht in Boston, Massachusetts, verurteilt. Während des Prozesses gab er offen zu, ein fundamentalistischer Terrorist und ein erklärter Feind der Vereinigten Staaten zu sein sowie im Namen von Al-Qaida und Osama bin Laden zu handeln.
Er wurde zu dreimal lebenslanger Haft, weiteren viermal dreißig und viermal zwanzig Jahren Haft sowie anschließenden fünf Jahren auf Bewährung verurteilt. Da die Haftstrafen nacheinander verbüßt werden müssen, sind die Bewährungsstrafe sowie die zusätzlich verhängten Geldstrafen von achtmal 250.000 US-Dollar und zusätzliche Strafgebühren von 300, 800 und 5784 US-Dollar praktisch nicht mehr bedeutsam. Er verbüßt seine Strafe im Bundesgefängnis ADX Florence, einem Hochsicherheitsgefängnis in Florence, Colorado.
2009 begann Reid im Gefängnis einen derart konsequenten Hungerstreik, dass er am Ende zwangsernährt werden musste. 2011 begann Reid erneut einen Hungerstreik, weil er sich unmenschlich behandelt fühlte.